# 10068 Dodoens
10068 Dodoens (1989 CT2) là một tiểu hành tinh vành đai chính được phát hiện ngày 4 tháng 2 năm 1989 bởi E. W. Elst ở Đài thiên văn Nam Âu. Nó được đặt theo tên Rembertus Dodonaeus, a Flemish physician và botanist.